# Associazione Sportiva Dilettantistica GEAS Basket 2011-2012
Questa voce raccoglie le informazioni riguardanti il Geas Basket Sesto San Giovanni nelle competizioni ufficiali della stagione 2011-2012.

## Stagione
L'Associazione Sportiva Dilettantistica GEAS Basket nel 2011-12 ha preso parte al campionato femminile italiano di pallacanestro di serie A1.

## Verdetti stagionali
Competizioni nazionali
- Serie A1:

stagione regolare: 8º posto su 12 squadre (10-12);
play-off: perde nei quarti di finale da Taranto (0-2).
- Coppa Italia:

semifinale persa contro Taranto (52-69).

## Rosa
|    | Naz.                   | Ruolo | Sportivo                | Anno | Alt. |  |  |
| -- | ---------------------- | ----- | ----------------------- | ---- | ---- |  |  |
| 4  | Stati Uniti (bandiera) | P     | Kristin Haynie          | 1983 | 175  |  |  |
| 5  | Italia (bandiera)      | P     | Giulia Arturi           | 1987 | 175  |  |  |
| 6  | Italia (bandiera)      | A     | Alessandra Pastorino    | 1991 | 182  |  |  |
| 8  | Svezia (bandiera)      | A     | Louice Halvarsson       | 1989 | 190  |  |  |
| 9  | Italia (bandiera)      | A     | Ilaria Zanoni           | 1986 | 180  |  |  |
| 11 | Australia (bandiera)   | A     | Laura Summerton         | 1983 | 191  |  |  |
| 13 | Italia (bandiera)      | A     | Manuela Zanon           | 1980 | 187  |  |  |
| 14 | Italia (bandiera)      | G     | Martina Crippa          | 1989 | 178  |  |  |
| 15 | Moldavia (bandiera)    | AC    | Irina Michailova        | 1981 | 191  |  |  |
| 16 | Italia (bandiera)      | G     | Giulia Giorgi           | 1993 | 175  |  |  |
| 17 | Italia (bandiera)      | A     | Marta Meroni            | 1993 | 185  |  |  |
| 18 | Italia (bandiera)      |       | Maria Beatrice Barberis | 1995 |      |  |  |
| 18 | Italia (bandiera)      | P     | Elisabetta Mazzoleni    | 1994 | 175  |  |  |
| 19 | Italia (bandiera)      |       | Francesca Cassani       | 1995 |      |  |  |
| 19 | Italia (bandiera)      | GA    | Francesca Galli         | 1994 | 180  |  |  |
| 20 | Italia (bandiera)      | P     | Francesca Gambarini     | 1995 | 168  |  |  |

## Risultati

### Coppa Italia

#### Semifinale
| Arbitri: | Angelo Bramante Chiara Maschietto |

|                         |          |                         |
| Vaughn 17 Ballardini 15 | Punti    | 12 Halvarsson 11 Haynie |
| Gianolla, Greco 3       | Assist   | 5 Haynie                |
| Greco, Vaughn 7         | Rimbalzi | 6 Michailova, Zanon     |